# Proceroplatus moala
Proceroplatus moala är en tvåvingeart som beskrevs av Neal L. Evenhuis 2006. Proceroplatus moala ingår i släktet Proceroplatus och familjen platthornsmyggor.
Artens utbredningsområde är Fiji. Inga underarter finns listade i Catalogue of Life.